# NGC 6268
NGC 6268 (другие обозначения — OCL 1002, ESO 332-SC17) — рассеянное скопление в созвездии Скорпион.
Этот объект входит в число перечисленных в оригинальной редакции «Нового общего каталога».